# Саратовские авиалинии
Сара́товские авиали́нии (юридическое название — ПАО «Саратовские авиалинии», ранее работало под брендом Сара́виа) — российское авиапредприятие 1931—2018 гг., занимавшееся авиаперевозками и эксплуатацией аэропорта Саратов-Центральный.
По итогам 2017 года, пассажиропоток авиакомпании составил 750 000 человек. Базировалась в аэропортах Саратов-Центральный и Красноярск (Емельяново). Головной офис компании находился в Саратове.
С 31 мая 2018 года, по результатам внеплановых проверок, Федеральное агентство воздушного транспорта аннулировало сертификат эксплуатанта авиакомпании. Причиной названы формальный подход к устранению несоответствий и отсутствие должного контроля со стороны руководства авиакомпании.

## История
Свою историю Общество вело с 19 сентября 1931 года, когда было принято Постановление Президиума Нижне-Волжского (Саратовского) Краевого исполнительного комитета о создании в городе Саратове сельскохозяйственной авиации.
1970-е — 1980-е годы были расцветом полётной географии отряда. Рейсы выполнялись на самолётах Ан-24, Як-40, а затем и Як-42 в города: Москва (Быково), Ленинград (Ржевка), Львов, Волгоград, Куйбышев, Пенза, Магнитогорск, Свердловск, Саранск, Иваново, Вильнюс, Адлер и другие.
В 1980-е годы Саратовский авиаотряд имел также значительный парк самолётов Л-410, на которых выполнялись регулярные пассажирские рейсы по местным воздушным линиям в ряд городов и посёлков области (Александров Гай, Аркадак, Балаково, Балашов, Базарный Карабулак, Балтай, Духовницкое, Новоузенск, Озинки, Перевесинка, Перелюб, Пугачёв, Турки). Эти рейсы были прекращены в 1992—1993 годах.
Перед началом эксплуатации Як-42 хозрасчётным методом (силами коллектива) построена лаборатория и закуплено оборудование для технической эксплуатации нового типа.
Ранее возведены ангары для обслуживания воздушных судов типа L-410 и вертолётной техники.
Так же построена бетонная взлётно-посадочная полоса, рулёжные дорожки и стоянки. Ранее использовалась короткая ВПП для эксплуатации Ан-24, грунтовые рулёжные дорожки и грунтовые стоянки. Аэропорт Саратов-Центральный стал одним из последних аэропортов, оборудованных бетонной ВПП и стоянками.
Все эти нововведения стали возможны благодаря личному участию Первого секретаря Саратовского обкома Партии Владимира Кузмича Гусева.
Своим участием он добился в Министерстве гражданской авиации СССР выделения для Саратовского авиаотряда первых двух бортов Як-42.
Первые две машины поступили в марте 1982 года. Их номера CCCP-42550 и СССР-42551.
Следующее поступление новых воздушных судов в Саратовский авиаотряд произошло только в 1988 году.
В 1994 году создано ОАО «Саратовские авиалинии».

## Новейшая история. Развитие
В ноябре 2011 года 51 процент акций «Саратовских авиалиний» был передан концерном «Ростехнологии» Аэрофлоту. Затем, 29 декабря 2011 года он был продан частным инвесторам, аффилированным с бизнесменом Аркадием Евстафьевым, в связи с расхождением сложившейся модели саратовской авиакомпании с перспективной стратегией развития «национального перевозчика». Стоимость пакета акций составила 290 млн руб.

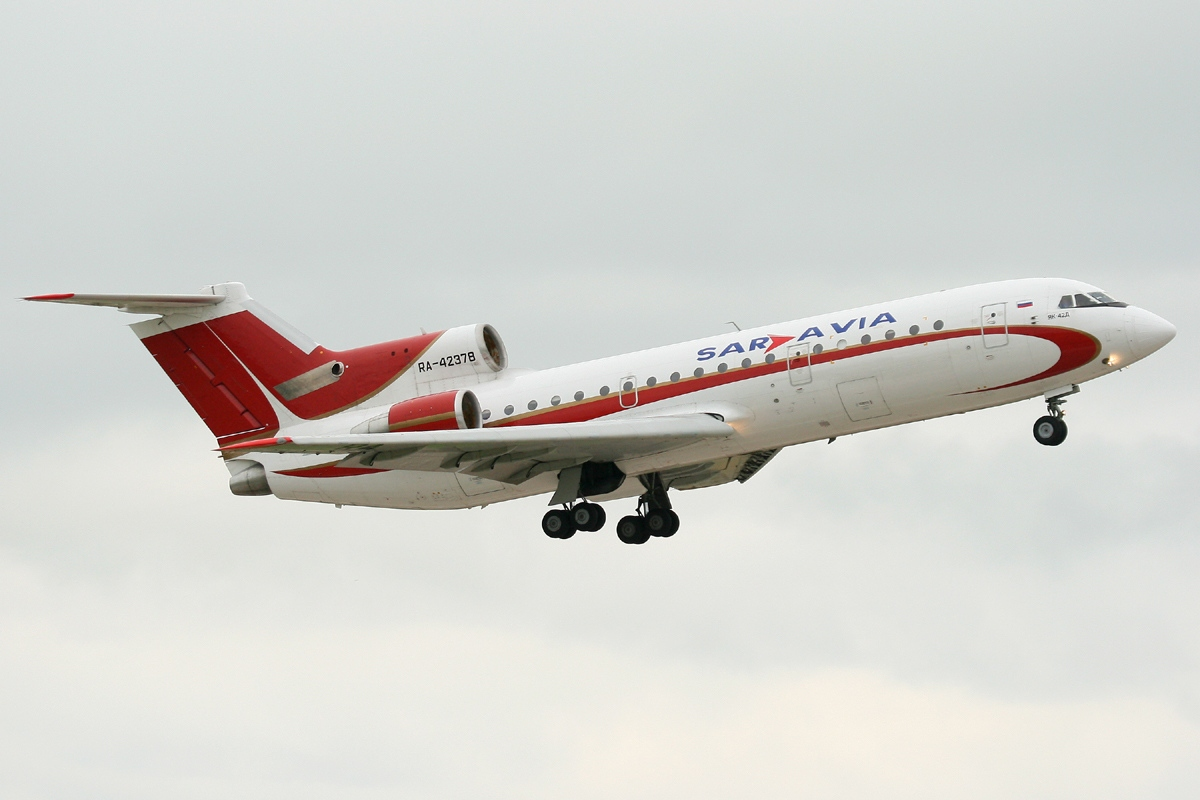
Як-42

С 2011 года проводилась поэтапная модернизация авиапредприятия, учреждены новые службы.
Инженерный состав прошёл обучение в Бразилии. В состав инженерной службы, созданной на базе АТБ как правило входили на постоянной основе представители Бразильского авиапроизводителя Embraer. Позже на постоянной основе в состав инженерной службы входили представители ГП «Антонов» и «МоторСич».
Лётно-методическая служба на регулярной основе начала проводить подготовку по программам «Авиационный английский» и «Английский для логистов». Лётный состав обучался в Иордании и Финляндии.
Реконструирован и открыт для пассажиров аэровокзальный комплекс. До этого посадка пассажиров проводилась через техническое помещение на перроне аэропорта.
Созданы авиационные логистические склады, система складского хранения, установлена холодильная камера. Создан Департамент логистики и снабжения с привлечением англоязычных специалистов. Устроен ангар для обслуживания воздушных судов 4 класса.
Новая информационная политика АО «Саратовских авиалиний» ознаменовалась открытостью авиапредприятия для широкой общественности. Начиная с 2012 года проводились регулярные мероприятия авиаспоттинга и экскурсии для всех желающих ознакомиться с работой авиационного предприятия.
С апреля 2018 года была запущена новая торговая марка Ivolga Airlines, эксплуатантом которой являются АО «Саратовские авиалинии».
Первый рейс «Саратовских авиалиний» под новым брендом Ivolga Airlines был выполнен 27 апреля 2018 года. Его совершило воздушное судно Еmbraer Е195 с бортовым номером VQ-BRY. Самолёт осуществил чартерный рейс из Саратова в Даламан (Турция).
30 мая 2018 года компания прекратила перевозки пассажиров в связи с аннулированием Росавиацией сертификата эксплуатанта. На момент прекращения работы маршрутная сетка «Саратовских авиалиний» состояла из 18 регулярных направлений. Росавиация запланировала переговоры с авиакомпаниями Аэрофлот, Сибирь, Уральские авиалинии, ЮТэйр, ЮВТ АЭРО, РусЛайн, NordStar, Северный Ветер, Якутия, Ямал, RedWings и Нордавиа на предмет организации дополнительных рейсов для осуществления перевозок пассажиров «Саратовских авиалиний» до пунктов назначения. Наиболее востребованными направлениями названы Москва — Саратов и Санкт-Петербург — Саратов.

## Флот

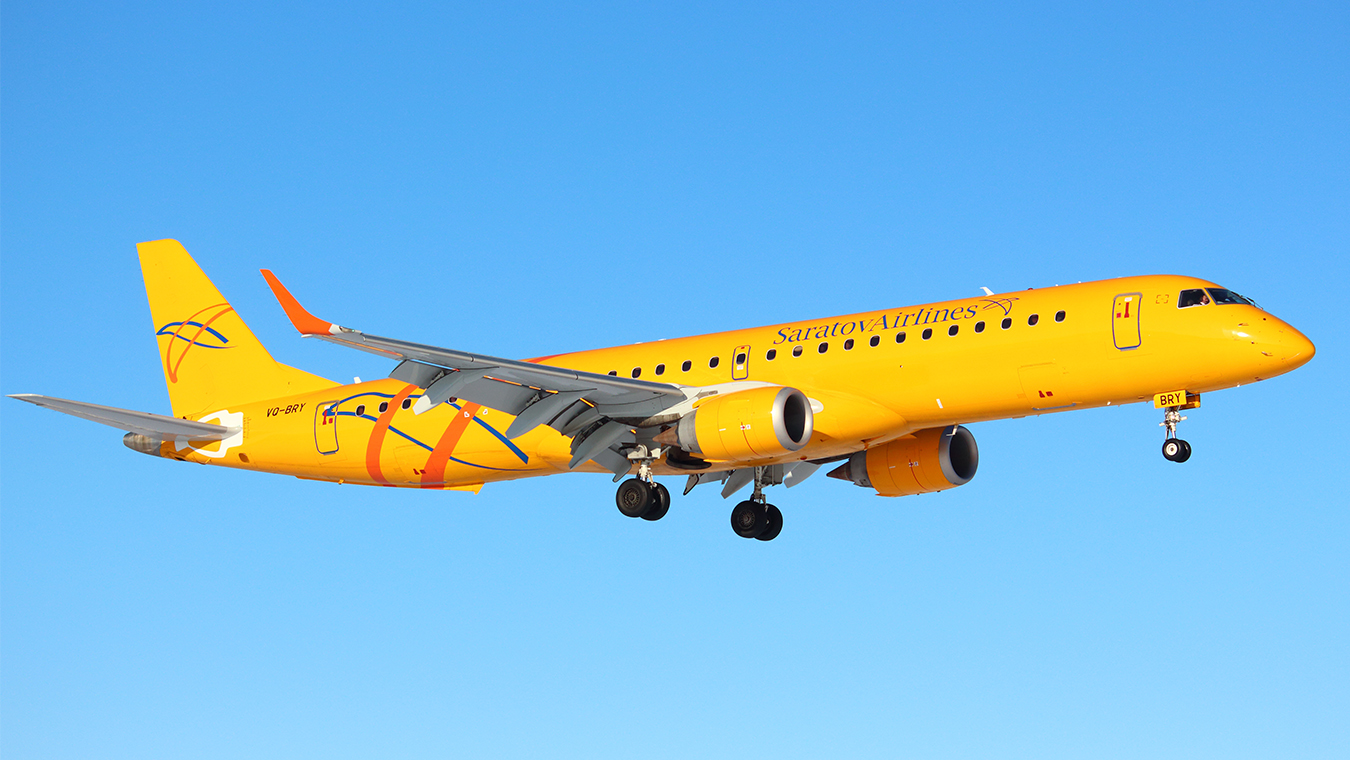
Embraer 195

По состоянию на январь 2018 года средний возраст флота составлял 16,8 года, в том числе Як-42 — 30,4 года, Ан-148 — 7,9 года, Embraer E-195 — 9,9 года.
14 марта 2019 года из аэропорта «Саратов-Центральный» в свою новую авиакомпанию «Красавиа» отправился последний лётный Як-42Д с бортовым номером RA-42378, принадлежавший «Саратовским авиалиниям». Произведенный в Саратове в начале 1990 года, он принадлежал саратовскому авиапредприятию почти 30 лет.
Флот Саратовских авиалиний насчитывал следующие типы воздушных судов:

### Заказанные типы воздушных судов
| Тип самолёта           | Заказано | Примечания |
| ---------------------- | -------- | --- |
| Boeing 737-800         | 2        | Поступление планировалось до конца лета 2018 года Бортовые номера VQ-BFZ и VQ-BFV. Базирование организовано в а/п Домодедово. На момент отзыва сертификата эксплуатанта 30 мая 2018 года оба борта проходили предпродажную подготовку в Софии. Не переданы в связи с отзывом сертификата эксплуатанта ПАО «Саратовские авиалинии». |
| MC-21                  | 6        | Планировавшийся срок поставки 2022—2025 гг. |
| Embraer E-195          | 3        | Третье по счёту воздушное судно Embraer 195 поступило 27 мая 2018 года под регистрационным номером VQ-BAI. 30 мая 2018 года воздушное судно возвращено лизингодателю в связи с отзывом сертификата эксплуатанта. Поступление ещё двух бортов Embraer-195 планировалось до конца 2019 года. |
| Embraer-170            | 17       | Как успешный эксплуатант ВС типа Embraer 195 «Saratov airlines» предложено развить программу Embraer моделью 170. Поставка отменена в связи с началом программы импортозамещения воздушным судном типа Ан-148. Осенью 2016 года все 17 бортов Embraer-170 переданы авиакомпании S7 «Cибирь». |
| Антонов Ан-158/148-200 | 6        | В порядке исполнения договорённостей с Межправительственной Российско-Кубинской комиссией по торгово-экономическому сотрудничеству «Saratov airlines» назначена исполнителем по эксплуатации Ан-148-200 с базированием воздушных судов в аэропорту «Саратов-Центральный». Так же предполагалось открытие логистического склада и обучение специалистов на базе аэропорта Гавана им. Хосе Марти. Воздушные суда с номерами CU-T1710, CU-T1711,CU-T1712, CU-T1714, CU-T1715,CU-T1716 не поставлялись в связи с отзывом сертификата эксплуатанта. Открытие логистического склада, обучение кубинских специалистов не проводилось по той же причине. |

## «Saratov airlines» и Bombardier Dash 8 Q 400
Начиная с 2011 года «Саратовскими авиалиниями» рассматривался новый тип воздушного судна для коммерческой эксплуатации.
В мае 2012 года в аэропорту «Саратов-Центральный» проведена демонстрация канадского воздушного судна типа Bombardier Q-400 Demonstrator.
Подписание лизингового контракта не состоялось. Лётный и технический состав не обучался на этот тип воздушного судна.
Менеджмент «Саратовских авиалиний» счёл этот тип ВC экономически неэффективным.

## «Saratov airlines» и Mitsubishi Regional Jet (MRJ)
Японская авиастроительная корпорация Mitsubishi Aircraft Corporation рассматривали ПАО «Саратовские авиалинии» как стартовую площадку для начала лётной и технической эксплуатации новейшего японского регионального самолёта Mitsubishi Regional Jet. С этой целью в 2016 году делегация Mitsubishi Aircraft Corporation посетила ПАО «Саратовские авилинии». Воздушные суда Mitsubishi Regional Jet (MRJ) не поставлялись в связи с отменой их серийного производства.

## Социальные маршруты

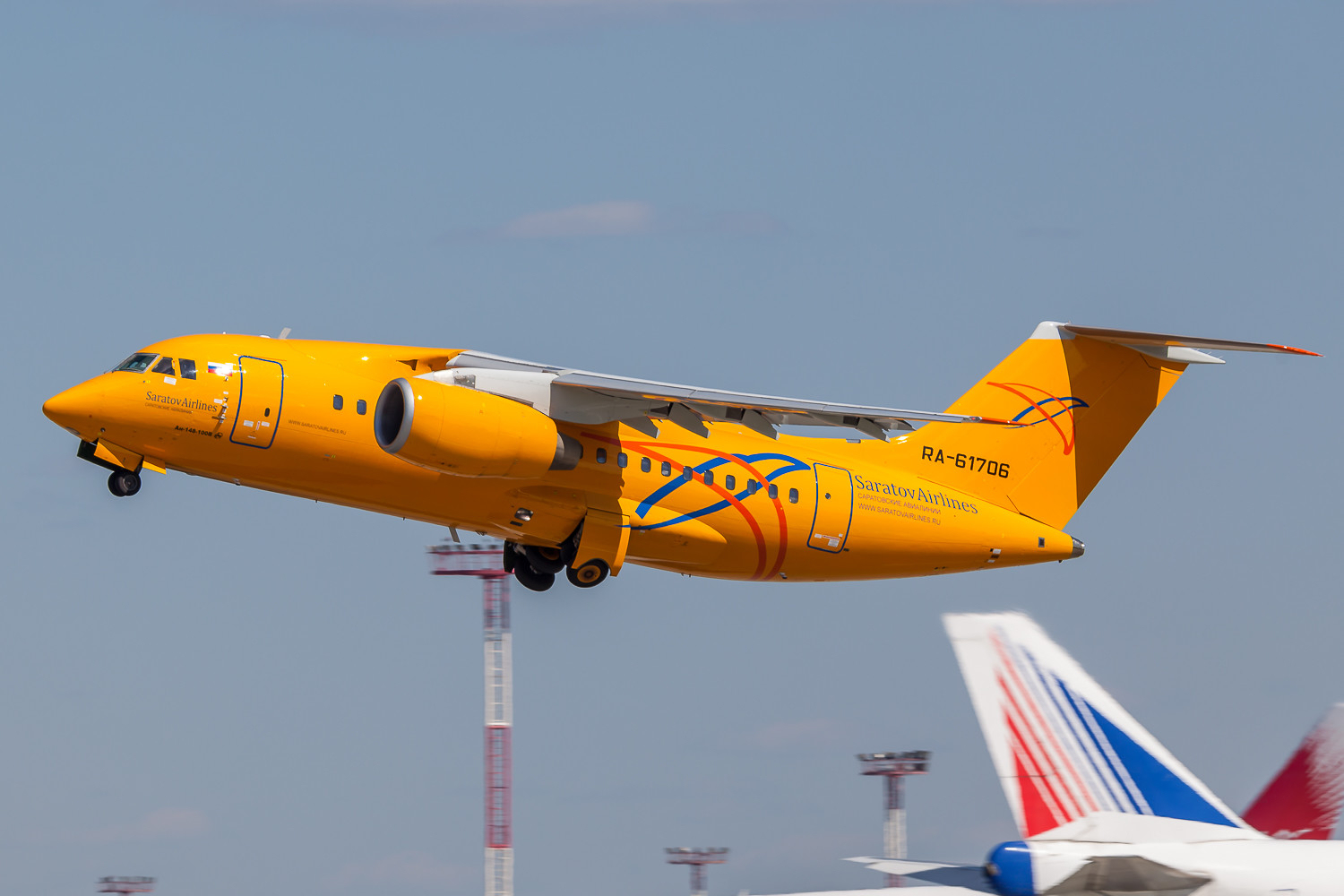
Ан-148

Социальные маршруты выполнялись за счёт авиакомпании без субсидирования из государственного бюджета.
Стоимость проездного билета составляла 1000 рублей.
Наиболее популярным социальным маршрутом был Саратов-Центральный — Волгоград-Гумрак. Полёты выполнялись по субботам утром с возвращением в Саратов вечером.
Так же известен маршрут Саратов-Центральный — Уфа. Возвращение обратно вечером в день вылета из Саратова.
Так же выполнено несколько социальных полётов по маршруту Саратов-Ростов на Дону-Саратов.
До экономического кризиса 2014 года выполнялись социальные перевозки в Пензу и Псков.
Кроме того, перевозки студентов обучающихся по очной форме обучения и пенсионеров выполнялись по льготным тарифам.

## Исторические проекты
Самолёт Ан-24 (регистрационный знак RA-46331) отреставрирован и установлен силами и средствами «Саратовских авиалиний», а так же волонтёрами из числа работников авиапредприятия. Установка памятника - не только дань памяти многолетней безаварийной эксплуатации самолёта Ан-24 в Саратовском авиаотряде Аэрофлота, но и дань памяти авиаконструктору О. К. Антонову. В месте, где установлен памятник, возле Аэровокзала на Соколовой горе, подросток, будущий авиаконструктор, О. К. Антонов наблюдал за бреющими полётами птиц в восходящих воздушных потоках. Это повлияло на его решение создавать воздушные суда с верхним расположением крыла.

## Катастрофа и закрытие
11 февраля 2018 года самолёт Ан-148, выполнявший рейс из Москвы в Орск, разбился в Подмосковье. На борту самолёта находилось 65 пассажиров и шесть членов экипажа, все они погибли.
20 марта авиакомпании была направлена директива о приостановке полётов на самолётах Ан-148 до устранения выявленных замечаний и несоответствий в полном объёме.